# Nestor Nhà chép sử

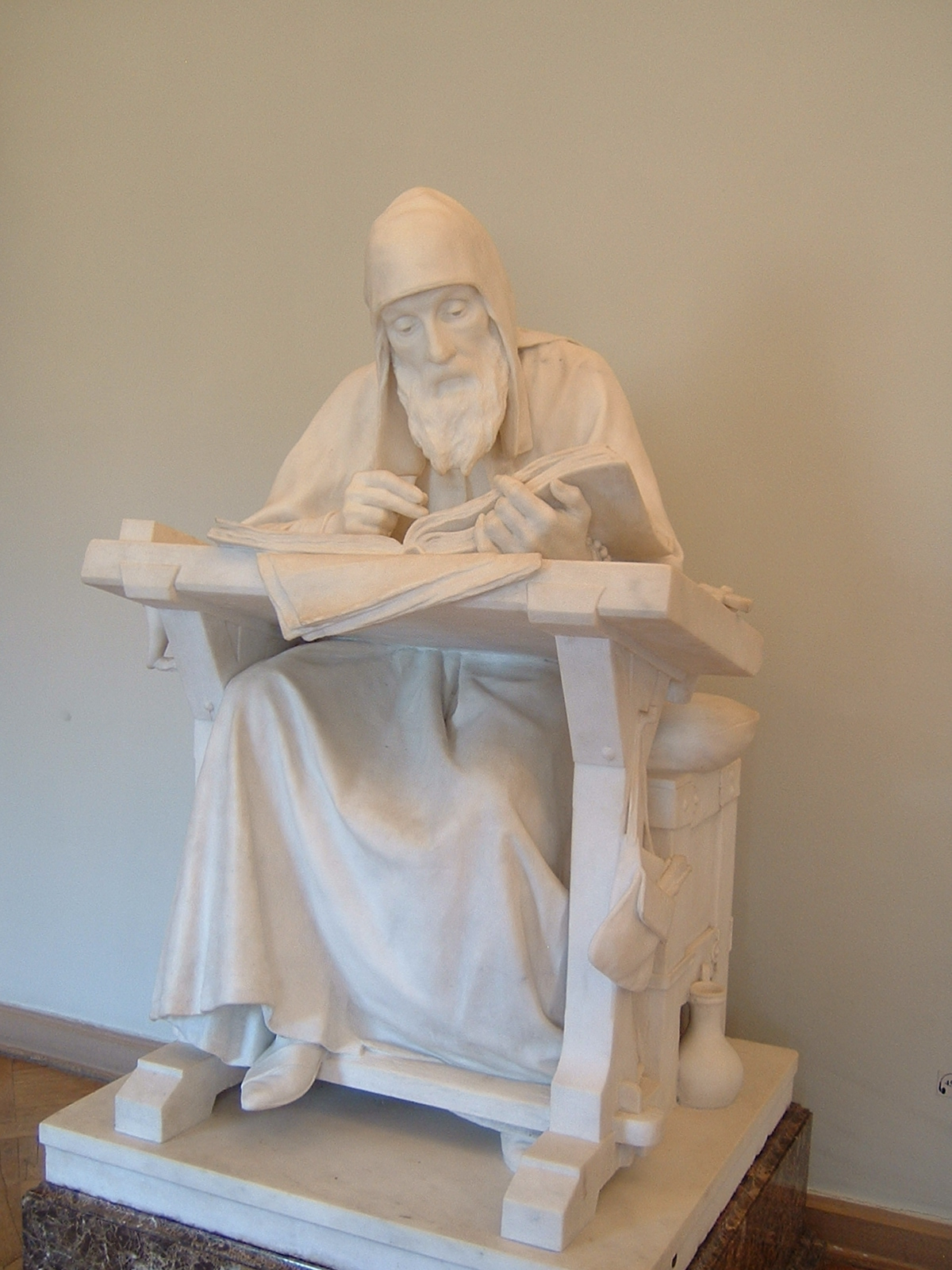
Tượng toàn thân của Nestor Nhà chép sử, công trình của nhà điêu khắc Mark Matveevich Antokolski

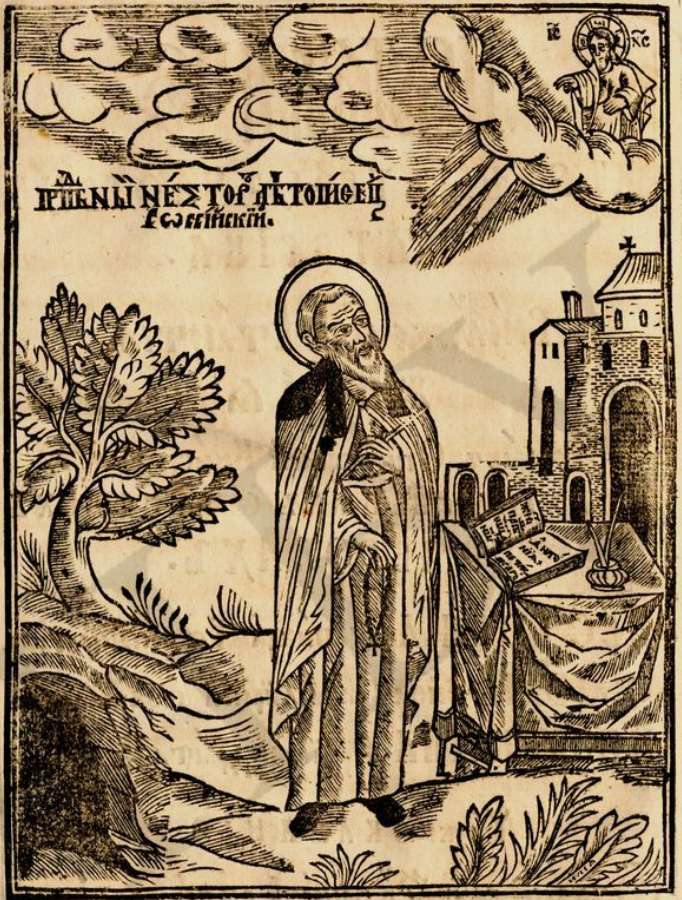
Nestor Nhà chép sử, 1661

Nestor Nhà chép sử (khoảng 1056 – khoảng 1114) là người được coi là một trong các tác giả của biên niên sử Đông Slav (Tiểu thuyết của những năm tạm bợ, tiếng Nga: Повесть временных лет), Cuộc đời của Thánh Theodosius và tiểu sử của các thánh Boris và Gleb (quyển Борис и Глеб - Cuộc đời của Boris và Gleb) cũng như của người sáng lập ra tu viện Kievo-Pecherska là thánh Feodosii Pecherskii. Ông được phong thánh (gọi tôn kính là Giám mục Nestor Nhà chép sử).
Nestor là một tu sĩ của Tu viện nam Kievo-Pecherska từ năm 1073, khi mới 17 tuổi. Chi tiết duy nhất khác về cuộc đời ông mà người ta biết đến một cách đáng tin cậy là ông đã được ủy nhiệm cùng hai thầy tu khác trong việc tìm kiếm các di vật của Thánh Theodosius, một nhiệm vụ mà ông đã hoàn thành mỹ mãn. Người ta cũng đồn rằng ông đã ủng hộ công tước đang trị vì là Svyatopolk II của Rus Kiev và đảng phái thân Scandinavia của ông này cũng như không ưa thích ảnh hưởng của Hy Lạp đối với Kiev.
Biên niên sử của ông bắt đầu với Đại hồng thủy, giống như các nhà viết sử thời đó từng làm. Dường như ông đã rất am hiểu về các tác phẩm của các nhà sử học của Đế quốc Byzantine; đặc biệt là của John Malalas và George Hamartolus. Ông có lẽ cũng đã có các biên niên sử (hiện nay đã mất) khác bằng ngôn ngữ Slav để từ đó có thể biên soạn, chỉnh lý lại. Nhiều truyền thuyết đã hòa trộn lẫn với Biên niên sử của Nestor; phong cách viết đôi khi mang tính chất thi ca, có lẽ là do ông đã hợp nhất các bylina mà hiện nay không còn.
Trong vai trò của người tận mắt chứng kiến thì ông chỉ có thể miêu tả thời kỳ trị vì của Vsevolod I và Svyatopolk II (1078-1112), nhưng ông có thể đã thu được nhiều chi tiết thú vị từ miệng những người già cả, hai trong số đó có thể là Giurata Rogovich của Novgorod, người có thể đã cung cấp cho ông thông tin về miền bắc của Rus, sông Pechora và các khu vực khác, cùng Yan Vyshatich, một nhà quý tộc 90 tuổi, mất năm 1106. Nhiều chi tiết dân tộc học mà Nestor cung cấp về các chủng tộc khác nhau của người Slav có giá trị cao.
Học thuyết hiện tại về Nestor cho rằng Biên niên sử là tác phẩm chắp vá của nhiều mảng rời rạc trong các biên niên sử khác, và tên tuổi của Nestor được gắn liền với nó là do ông đã viết phần lớn hoặc có lẽ là do ông đã xếp các mảng rời rạc đó lại với nhau. Tên của tu viện trưởng Sylvester được thêm vào một số bản viết tay như là tác giả.
Nhà sử học Nga Sergey Mikhaylovich Solovyov (1820-1879) nhận xét rằng Nestor không thể coi là nhà chép sử Nga đầu tiên, nhưng ông là người đầu tiên đưa ra quan điểm dân tộc trong sử sách của mình, những người khác chỉ đơn thuần là tác giả địa phương. Ngôn ngữ trong công trình của ông, như thể hiện trong các bản chép tay sớm nhất có đề cập tới, là tiếng Slav cổ với nhiều từ đã được Nga hóa.
Thi thể được coi là của nhà chép sử thời Trung cổ này có thể được nhìn thấy trong số các di vật được bảo quản trong các hang động tại Tu viện nam Kievo-Pecherska.
Những người theo Chính Thống giáo Đông phương tưởng nhớ thánh Nestor Nhà chép sử vào các ngày 27 tháng 10 (lịch cũ)/9 tháng 11, 28 tháng 9 (lịch cũ)/11 tháng 10 và trong tuần thứ hai của mùa ăn chay.